# Estació de Mas Blau
Mas Blau és una estació de la línia 9 del metro de Barcelona. En aquesta estació hi tenen parada trens de la L9 i en un futur de la L2.
Dona servei al polígon industrial Mas Blau II del Prat de Llobregat, amb accés pel carrer Alta Ribagorça. És una estació de tipus entre pantalles, amb andanes de 100 metres i disposa d'escales mecàniques i 2 ascensors per a persones amb mobilitat reduïda (PMR).
La previsió inicial era obrir l'estació l'any 2007, però donats els contratemps, es va posar en funcionament l'any 2016.
| Metro de Barcelona              |             |         |          |                        |
| Procedència/Destinació          | <           | Línia   | >        | Procedència/Destinació |
| Aeroport T1                     | Aeroport T2 |         | Parc Nou | Zona Universitària     |
| Projectat                       |             |         |          |                        |
| Aeroport T1                     | Aeroport T2 |         | Parc Nou | Badalona Pompeu Fabra  |
| Aeroport T1                     | Aeroport T2 | Can Zam | Parc Nou |                        |
| Font recorregut: PDI 2009-2018. |             |         |          |                        |